# Festival de Buguélès
Le Festival du Buguélès est un festival de musique bisannuel se déroulant actuellement fin juillet à Penvénan dans les Côtes-d'Armor. Le domaine protégé de la presqu'île de Buguélès oblige l’événement à conserver une taille humaine tout en faisant venir des artistes reconnus dans des conditions professionnelles.

## Histoire

### Un festival atypique
En 2001, l’association « L’Air du Large » est créée par un groupe d’amis désireux d’animer leur commune pendant l’été. Pour eux il manquait un événement rassembleur dans le département dans l’attente du festival du chant de marin tous les deux ans à Paimpol, port éloigné d’une vingtaine de km.
Situé entre Paimpol et Perros-Guirec, Penvénan est une destination touristique, prisée pour ses deux petits ports : Buguélès et Port-Blanc. L’évolution de la société a orienté la ville rurale vers les activités maritimes en préservant la qualité de vie et la beauté sauvage du paysage marin. C’est cet aspect du patrimoine qu’ont voulut valoriser et faire connaître les organisateurs.

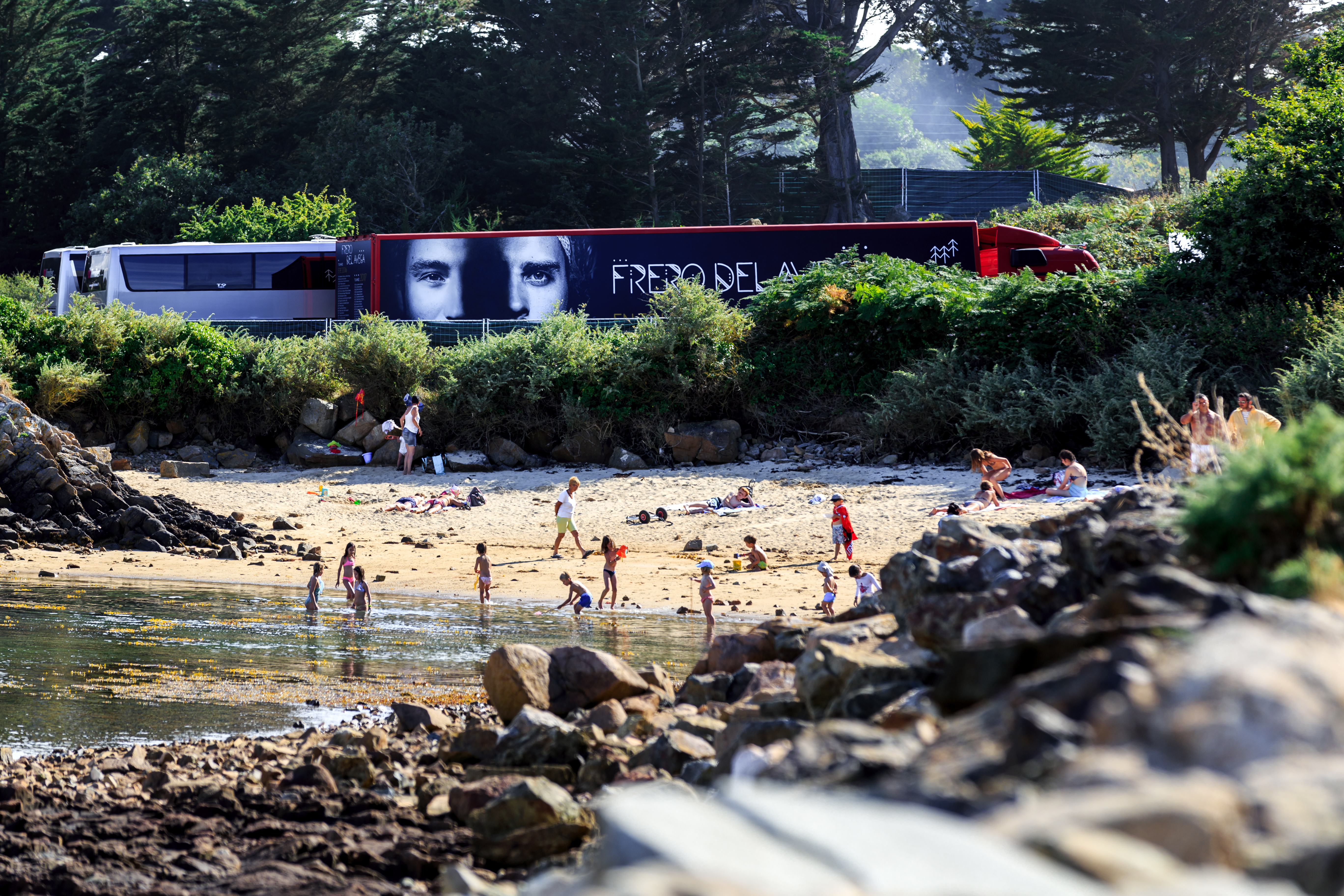
La plage du Bilo derrière la grande scène.

Quelques mètres séparent le festival de la mer, situé sur la presqu'île du Bilo, entourée d’îles et de rochers, face à un moulin à mer, qui se dresse au fond d’un cordon de galets d’un kilomètre de long. Ce site classé nécessite des mesures logistiques adaptées : une jauge limitée à 5 000 personnes par soir, des dates qui coïncident avec la marée, un parking extérieur relié par des navettes, une protection de l’environnement...
Le créateur du festival du Bout du Monde et directeur de Quai Ouest musiques, Jacques Guérin, participe à l’élaboration de la programmation depuis 2008 : entre tête d’affiche internationale et scène bretonne, se mêlent musiques du monde et musiques actuelles. La fête accorde une place importante à la culture celtique et maritime, réunissant au départ groupes de fest-noz et de chants de marins.

### La culture de la mer et de la terre
Le 20 juillet 2002, l’association rassemble plusieurs groupes en une soirée : le groupe hollandais Liereliet, les Matelots en bordée, les Souillés de fond de cale, les huit Morbihannais de Taillevent, les chanteurs locaux Avurnav ainsi que des bagadoù et sonneurs régionaux. Grâce au soutien de nombreux bénévoles, l’aide des commerçants et plus de 3 000 entrées payantes, la première édition est une réussite.
Le 23 juillet 2004, la deuxième fête populaire « Terre et Mer » s’ouvre par la musique celtique des frères Guichen en formation Quartet et The Churchfitters. Un fest-noz est animé par Loened Fall ainsi que par les duos de sonneurs Moal / Chapelain, Tremel / Le Bal'h, Philippe Ollivier, Marthe Vassallo et les chanteurs du Trévou. La soirée mer réunie Yogan, Cabestan, Les Souillés de fond de cale et QFTRY, quatre musiciens originaires de Pologne (2004 est l'année France-Pologne) .
Le 21 juillet 2006, la soirée festive bretonne met à l’affiche le groupe de rock Red Cardell, l’ensemble traditionnel Bagad Panvrid et le groupe de fest-noz Sonerien Du. Le lendemain, les Italiens de Folk Rose apporteront une touche méditerranéenne à l’ambiance maritime de Soldat Louis et Quinze Marins.
Les 18 et 19 juillet 2008, près de 10 000 spectateurs sont attirés par la manifestation, composée d'une soirée « Terre », axée sur la culture celtique, qui s'achève par un grand fest-noz et une soirée « Mer » tournée vers des musiques plus nouvelles. Les Occitanes de Bombes 2 Bal ouvrent la soirée, suivit par le Bagad Ronsed-Mor de Locoal-Mendon qui rejoint le chanteur Gilles Servat sur scène. Le fest-noz est animé par des groupes représentatifs des années 1970 et 1980 : les mythiques Diaouled ar Menez et Pennoù Skoulm, avec la virtuosité de Ronan Le Bars et Soïg Sibéril. Le samedi propose de la chanson rock, avec le chanteur Manu Da Silva, Booze Brothers aux sonorités irlandaises, Charly et les Gaillards d'avant (chansons marinées rock celtique) et Percubaba aux influences reggae.

### Des artistes venant du monde entier
L'été 2010, sur la place de la mairie, flottent les drapeaux des groupes étrangers qui font escale au port : polonais pour Banana Boat, espagnol pour Celtas Cortos, sénégalais pour Touré Kunda et argentin pour El Hijo de la Cumbia. La pop-folk de Revolver, le jazz manouche des Doigts de l'homme et le groupe Watcha Clan, aux saveurs électroniques et jungle, complètent l’affiche. Le vendredi, les Souillés de fond de cale avec le Bagad de Plouha et Francis Jackson Project constituent les « régionaux de l'étape » .
En 2012, L’Air du Large rejoint le Collectif des festivals et signe la Charte des festivals engagés pour le développement durable et solidaire en Bretagne. La programmation continue de mêler groupes internationaux (Tiken Jah Fakoly, Flavia Coelho, Orkiestra Samanta), nationaux (Soldat Louis, Archimède) et locaux (Les Goristes, Breizharock, Thomas Howard Memorial). Pour fêter les dix ans, le vendredi, un spectacle pyrotechnique son et lumière clôt la soirée et le samedi, chaque festivalier allume son bâtonnet de feu d'artifice à l'arrivée sur scène de l’Ivoirien Tiken Jah Fakoly.

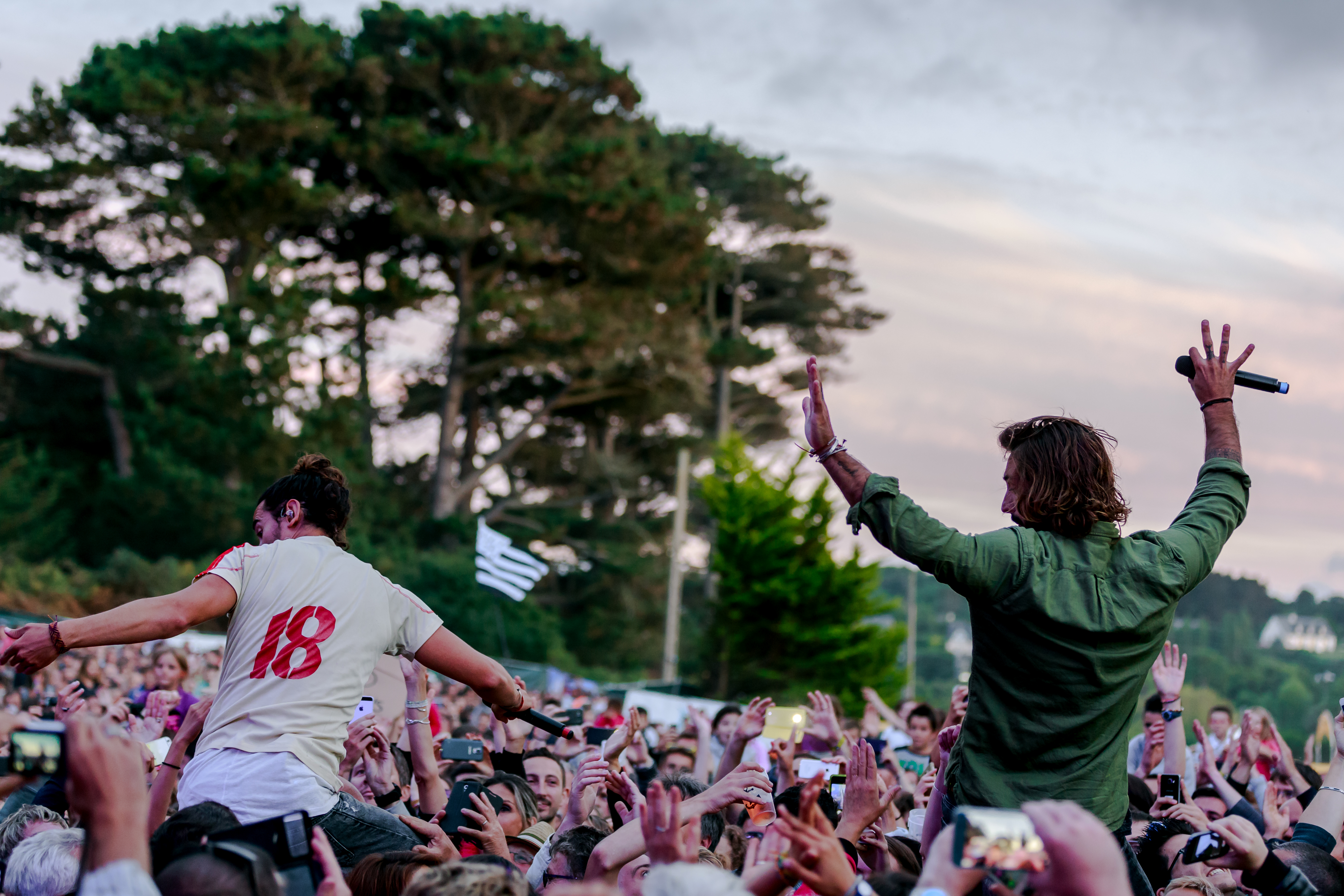
Fréro Delavega en slam dans le public du festival 2016.

La septième édition a lieu les 8 et 9 août 2014. Le vendredi, apologie de la musique celtique avec Alan Stivell, le groupe de rock écossais Red Hot Chilli Pipers et Ronan Le Bars Group. Le samedi, aux couleurs du monde, accueille le Zoulou blanc du Zimbabwe, Johnny Clegg, la chanteuse Argentine La Yegros et Boulevard des airs, mêlant rock, reggae, jazz et rythmes balkaniques.
À la suite des attentats sur le sol français, l'édition 2016 connaît des mesures préventives de sécurité renforcées. La soirée celtique du 30 juillet est marquée par la participation active du public, qui commence par interagir avec Outside Duo, avant de pouvoir monter sur scène avec Carlos Nuñez et le bagad de Plouha, suivis par les rockeurs de Merzhin. The Celtic Social Club, création 2013 du festival des Vieilles Charrues, mise sur des mélodies revisitées. Le samedi, un autre duo français, Fréro Delavega, fait participer un public familial et enthousiaste. Trois chanteuses, entourées de musiciens, répandent également leur énergie dans l'air : Jim Murple Memorial, Emmanuelle Monet (ex Dolly) et Orange Blossom.

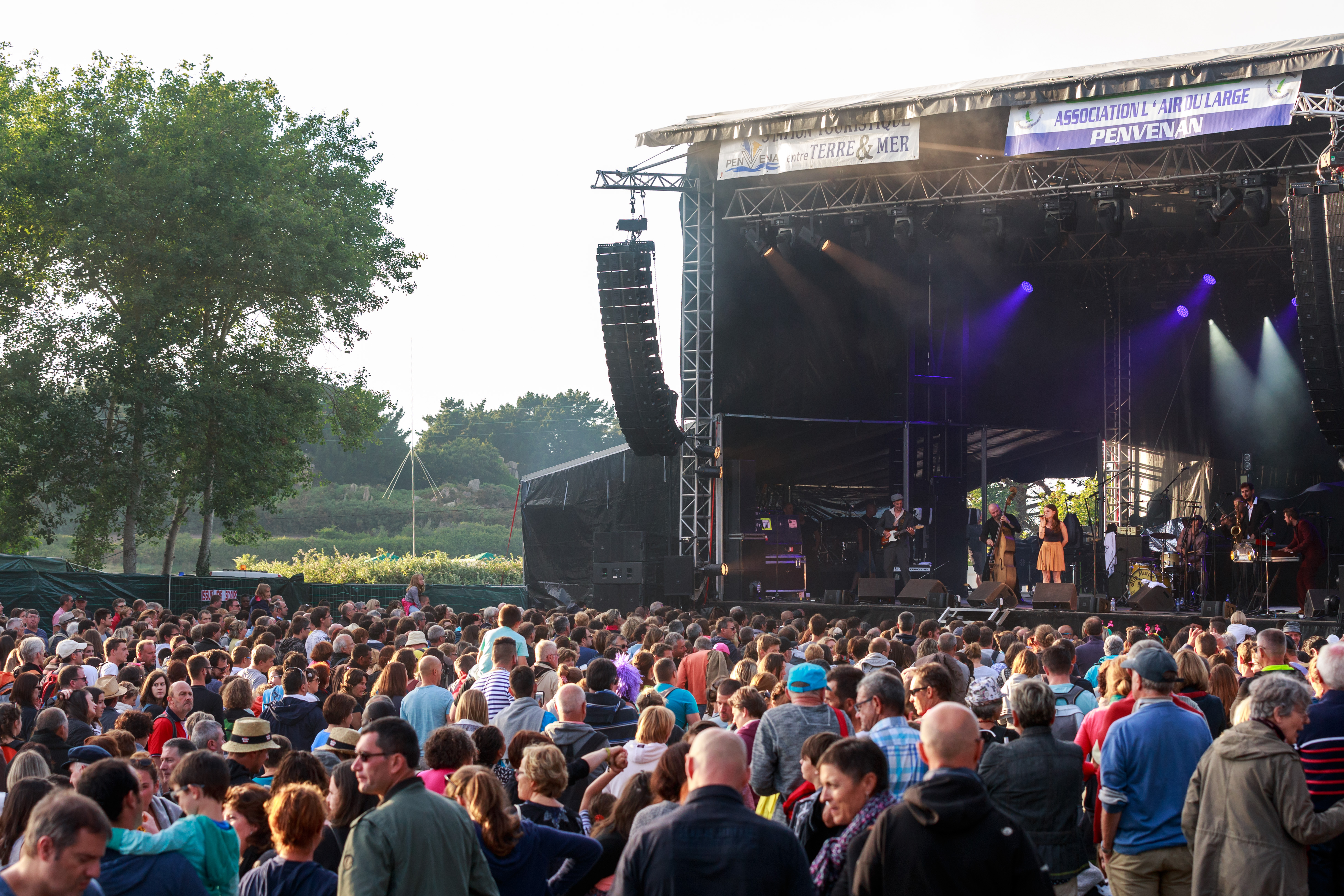
Jim Murple Memorial
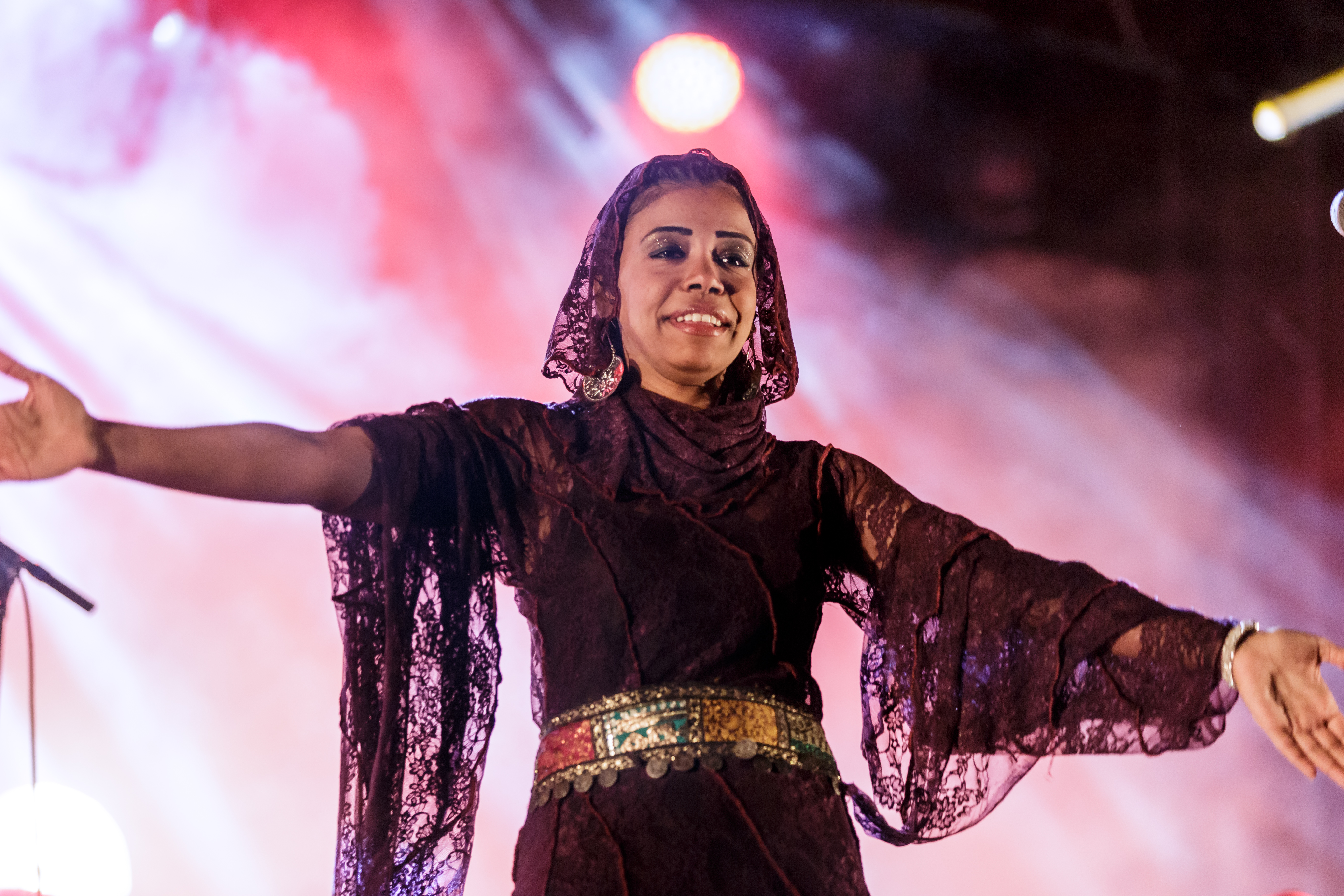
Orange Blossom
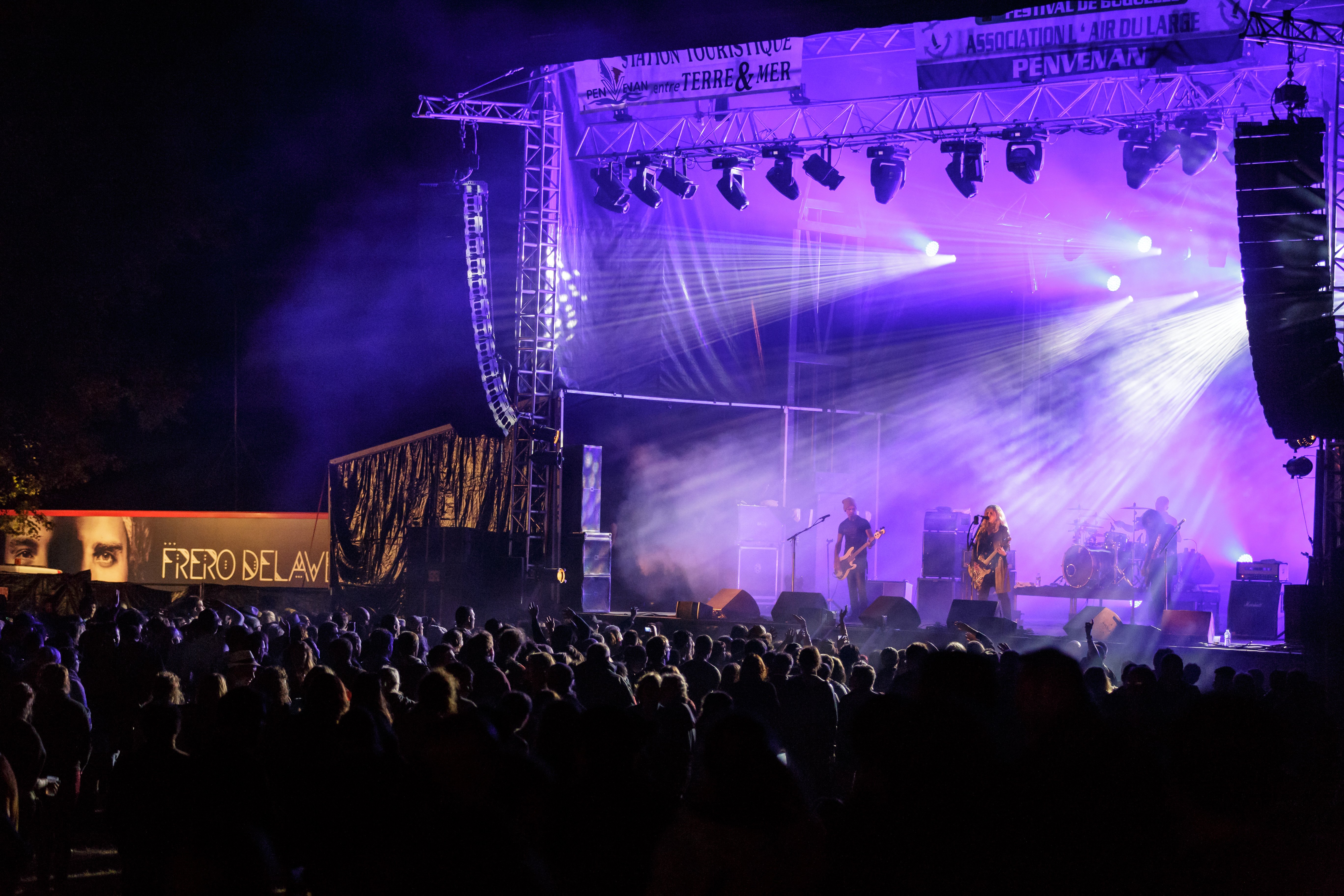
Emmanuelle Monet
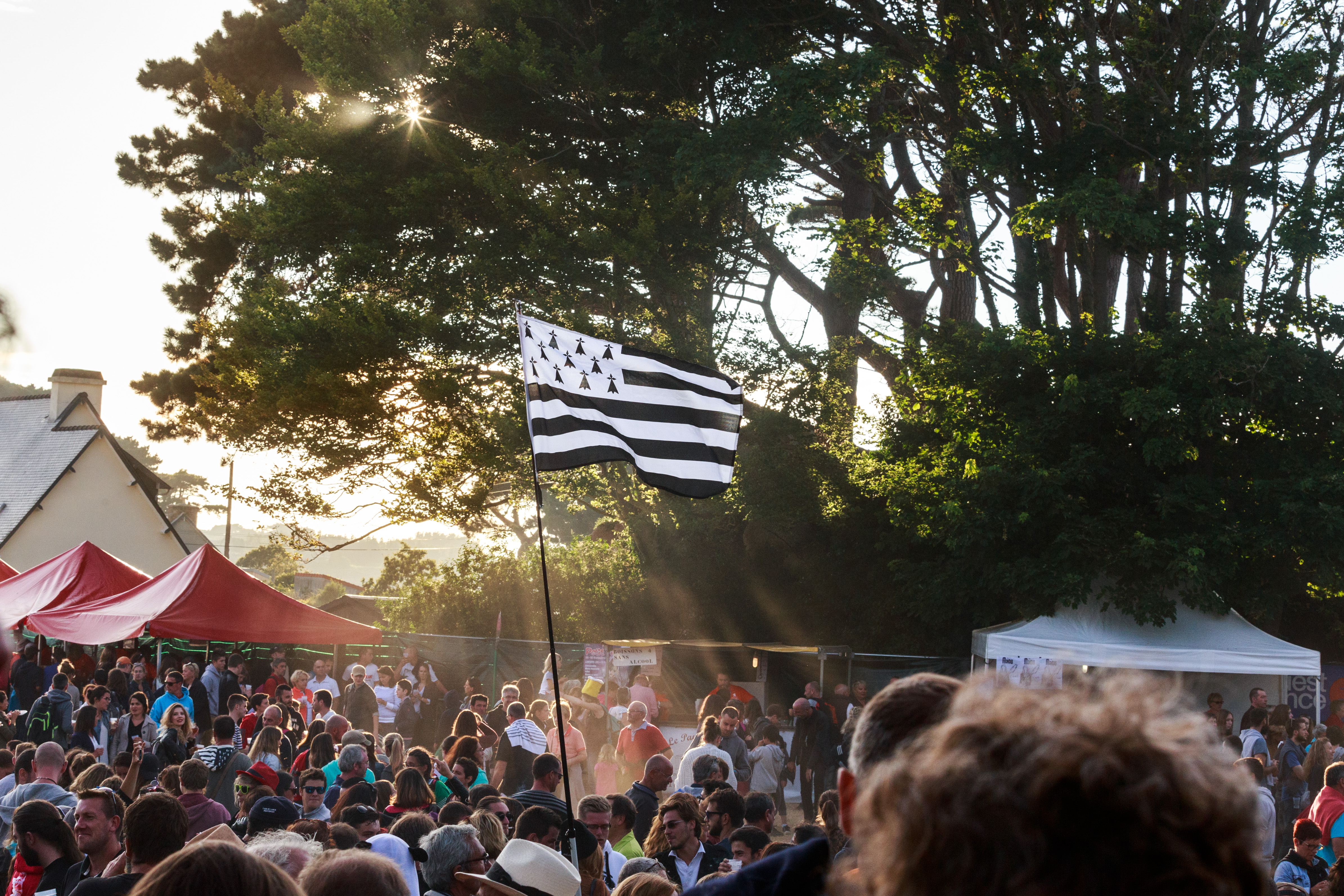
Le Gwenn ha du sur le site du Bilo

La 9e édition se tient les 27 et 28 juillet 2018. et rassemble près de 10 000 spectateurs. Alors qu'un collectif s'était constitué et présenté une pétition pour empêcher la tenue du festival sur la presqu'île du Bilo, cette édition change de site, pour des raisons de jauge. La programmation se recentre sur les musiques festives, métissées et le reggae avec le vendredi Grupo Compay Segundo, Massilia Sound System, Otava Yo, Tibz, Yaniss Odua, et le samedi Slimane, Naâman, La Pegatina, Le Trottoir d’en face. La jauge atteint les 12 000 festivaliers les 9 et 10 août 2024,.

## Utilité sociale et impact du festival sur son territoire
En tant que membre du « Collectif des festivals » et avec l'aide du dispositif local d’accompagnement, le festival a mené une étude d’évaluation de son utilité sociale entre 2012 et 2016. Le marqueur du festival est la découverte artistique qui s'accompagne par une diversité culturelle en proposant une ouverture sur le monde  : en 2014, 76 % du public a découvert un ou des artistes et 69 % ont déclaré souhaiter approfondir ces découvertes par des lectures, des voyages, de la musique… 
La convivialité constitue la principale motivation, pour 65 % des festivaliers. Le public est familial, éclectique et cosmopolite. La dynamique participative de l'organisation inclut une approche de développement durable. Le festival n’embauche pas de salariés permanents; l’ensemble de l’organisation est donc confiée à environ 300 bénévoles, ce qui constitue une richesse, tant pour le festival que pour les bénévoles eux-mêmes. 
Le festival permet de valoriser le territoire et contribuer à son attractivité, car 40 % du public n’est pas breton. La commune de Penvénan bénéficie de retombées médiatiques. L’impact économique se mesure aux dépenses effectuées par le festival sur leur territoire (par exemple en 2014 le festival a réservé 34 nuitées d'hôtels pour les équipes artistiques sur un secteur géographique allant de Tréguier à Perros-Guirec), ainsi que les impacts économiques indirects liés aux dépenses effectuées par les festivaliers (38 % des publics interrogés ont dormi dans un hébergement touristique). 